# アクリフーズ
株式会社アクリフーズ（英：AQLI Foods Corporation）は、かつて東京都江東区豊洲に本社が存在した（登記上の本店は群馬県邑楽郡大泉町）、冷凍食品の製造販売を手がけた会社。
2014年4月、マルハニチロ水産に吸収合併された（マルハニチロ水産は合併と同時にマルハニチロへ社名変更）。

## 概要
登記上の本店は群馬県邑楽郡大泉町の群馬工場に所在していた。ニチロを経てマルハニチロ水産に吸収合併されたのちも、マルハニチロ群馬工場として存続している。
社名は「Alpha Quality For Lively Impression」の頭文字に由来する。またコーポレートマークは、AQLIのQの文字をモチーフに美味しい物を食べる時の笑顔が隠されている。キャッチフレーズは「だいじな人に、食べさせたい。」。熊をモチーフにしたマスコットがいた。
雪印乳業の1974年に事業開始した冷凍食品部門を起源とする。2001年10月、雪印集団食中毒事件による経営悪化から、冷凍食品部門を分社化した子会社「雪印冷凍食品株式会社」として設立された。2002年10月「株式会社アクリフーズ」に社名変更。
2003年10月、雪印食品の雪印牛肉偽装事件による経営悪化の影響で、ニチロ（後のマルハニチロ食品、現：マルハニチロ）に売却されて同社の連結子会社となる。
2013年12月29日、アクリフーズ農薬混入事件が発生。翌2014年4月1日、マルハニチロ水産に吸収合併される。同時にマルハニチロ水産はマルハニチロに社名変更。

## 沿革
- 2001年10月 - 雪印集団食中毒事件による経営悪化から、冷凍食品部門を分社化した子会社「雪印冷凍食品株式会社」として設立。
- 2002年10月 - 「株式会社アクリフーズ」に社名変更。
- 2003年10月 - ニチロ（後のマルハニチロ食品）に売却され、同社の連結子会社となる。
- 2007年1月 - ほくれい株式会社を吸収合併し、同社本社を当社の夕張工場として稼動開始。
- 2010年11月15日 - 本社および関東支店を東京都中央区入船より同江東区豊洲へ移転。
- 2013年12月29日 - 群馬工場で生産された冷凍食品から農薬が検出され、大規模自主回収へと発展（詳細は「アクリフーズ農薬混入事件」を参照）。
- 2014年4月1日 - マルハニチロホールディングス、マルハニチロ食品、マルハニチロ畜産、マルハニチロマネジメントとともに、株式会社マルハニチロ水産へ吸収合併され、株式会社マルハニチロ水産は、社名をマルハニチロ株式会社に改称した[1]。

## 農薬混入事件
アクリフーズ群馬工場で2013年11月 - 12月に製造された冷凍食品から有機リン系の農薬・マラチオンが検出され、同年12月29日に同社は自主回収すると発表した。
翌30日には、群馬県警察は意図的に混入された可能性があるとして捜査を開始し、2014年1月25日にアクリフーズ群馬工場で働いていた契約社員の男が農薬の混入に関わっていたとみて、偽計業務妨害容疑で逮捕された。
また同日の記者会見で、久代敏男マルハニチロホールディングス社長及び同社担当常務ならびに、アクリフーズ社長が2014年3月31日をもって引責辞任することが発表された。